# 郭濟 (解元)
郭濟，字澤民，河南太康縣人，明朝初年政治人物，永樂戊子解元。官至鎮江府知府。

## 生平
永樂六年（1408年）戊子科河南鄉試第一名舉人。會試中副榜，授直隸真定府定州儒學訓導，調開州學。秩滿，陞左春坊司諫。除梁府紀善，遷行人司行人，兩使交趾，宣布德威。宣德間，陞鎮江府知府，多有善政